# Campionat de Catalunya de futbol 1934-1935
La temporada 1934-35 del Campionat de Catalunya de futbol fou la trenta-sisesna edició de la competició. Fou disputada la temporada 1934-35 pels principals clubs de futbol de Catalunya.

## Primera Categoria

### Classificació final
| Pos | Equip            | PJ | PG | PE | PP | GF | GC | DG  | Pts | Classificació |
| --- | ---------------- | -- | -- | -- | -- | -- | -- | --- | --- | ------------- |
| 1   | FC Barcelona (C) | 10 | 8  | 1  | 1  | 36 | 10 | +26 | 17  | Campió        |
| 2   | CE Sabadell      | 10 | 6  | 2  | 2  | 26 | 14 | +12 | 14  |               |
| 3   | CE Júpiter       | 10 | 5  | 2  | 3  | 13 | 22 | −9  | 12  |               |
| 4   | CE Espanyol      | 10 | 3  | 4  | 3  | 21 | 19 | +2  | 10  |               |
| 5   | Girona FC (O)    | 10 | 2  | 2  | 6  | 10 | 17 | −7  | 6   | Promoció      |
| 6   | FC Badalona (O)  | 10 | 0  | 1  | 9  | 12 | 36 | −24 | 1   | Promoció      |

La màxima categoria es reduí de nou a 6 equips. El FC Barcelona es proclamà campió. Els dos darrers classificats, Girona i Badalona, hagueren de disputar la promoció per evitar el descens.

### Resultats finals
- Campió de Catalunya: FC Barcelona
- Classificats per Campionat d'Espanya: FC Barcelona, CE Sabadell FC i FC Badalona (vencedor d'un torneig classificador)
- Descensos: Cap
- Ascensos: Cap

## Segona Categoria
La segona categoria del campionat de Catalunya passà a denominar-se, de nou, Primera Categoria B. Fou disputada per 18 equips dividits en 3 grups.

| Pos | Equip          | PJ | PG | PE | PP | GF | GC | DG  | Pts | Classificació  |
| --- | -------------- | -- | -- | -- | -- | -- | -- | --- | --- | -------------- |
| 1   | UE Sants       | 10 | 8  | 0  | 2  | 32 | 17 | +15 | 16  | Fase pel títol |
| 2   | UE Sant Andreu | 10 | 6  | 0  | 4  | 36 | 19 | +17 | 12  | Fase pel títol |
| 3   | FC Martinenc   | 10 | 6  | 0  | 4  | 26 | 22 | +4  | 12  | Fase pel títol |
| 4   | Reus Deportiu  | 10 | 5  | 1  | 4  | 18 | 20 | −2  | 11  |                |
| 5   | CD Noia        | 10 | 2  | 1  | 7  | 15 | 38 | −23 | 5   |                |
| 6   | FC Santboià    | 10 | 1  | 2  | 7  | 23 | 34 | −11 | 4   |                |

| Pos | Equip               | PJ | PG | PE | PP | GF | GC | DG  | Pts | Classificació  |
| --- | ------------------- | -- | -- | -- | -- | -- | -- | --- | --- | -------------- |
| 1   | Terrassa FC         | 10 | 7  | 1  | 2  | 28 | 12 | +16 | 15  | Fase pel títol |
| 2   | Tàrrega SC          | 10 | 5  | 1  | 4  | 24 | 23 | +1  | 11  | Fase pel títol |
| 3   | UA Horta            | 10 | 5  | 0  | 5  | 22 | 21 | +1  | 10  | Fase pel títol |
| 4   | CE Europa           | 10 | 4  | 1  | 5  | 21 | 21 | 0   | 9   | Fase pel títol |
| 5   | CE Manresa          | 10 | 4  | 1  | 5  | 22 | 20 | +2  | 9   |                |
| 6   | Sant Cugat Sport FC | 10 | 3  | 0  | 7  | 15 | 35 | −20 | 6   |                |

| Pos | Equip          | PJ | PG | PE | PP | GF | GC | DG  | Pts | Classificació  |
| --- | -------------- | -- | -- | -- | -- | -- | -- | --- | --- | -------------- |
| 1   | Iluro SC       | 10 | 9  | 1  | 0  | 28 | 6  | +22 | 19  | Fase pel títol |
| 2   | Granollers SC  | 10 | 7  | 0  | 3  | 32 | 18 | +14 | 14  | Fase pel títol |
| 3   | Calella SC     | 10 | 5  | 3  | 2  | 12 | 10 | +2  | 13  | Fase pel títol |
| 4   | Mollet SC      | 10 | 3  | 1  | 6  | 14 | 23 | −9  | 7   |                |
| 5   | UE Poble Nou   | 10 | 1  | 2  | 7  | 17 | 23 | −6  | 4   |                |
| 6   | FC Palafrugell | 10 | 1  | 1  | 8  | 9  | 32 | −23 | 3   |                |

Els deu millors equips disputaren una fase final en una lliga tots contra tots per decidir el campió de la categoria i els classificats per a la promoció d'ascens. Es classificaren els tres millors de cada grup i el vencedor d'unes eliminatòries entre els tres quarts (Reus Deportiu, Europa i Mollet) i que afavorí a l'Europa, després dels partits Reus 2-Mollet 0 i Europa 3-Reus 0.
Els vuit equips que no es classificaren s'enfrontaren per decidir quins equips disputarien la promoció de descens.

| Pos | Equip             | PJ | PG | PE | PP | GF | GC | DG  | Pts | Classificació     |
| --- | ----------------- | -- | -- | -- | -- | -- | -- | --- | --- | ----------------- |
| 1   | Granollers SC (C) | 18 | 12 | 1  | 5  | 48 | 31 | +17 | 25  | Campió            |
| 2   | UE Sants          | 18 | 12 | 1  | 5  | 45 | 24 | +21 | 25  | Promoció d'ascens |
| 3   | Terrassa FC       | 18 | 11 | 1  | 6  | 38 | 31 | +7  | 23  | Promoció d'ascens |
| 4   | UA Horta          | 18 | 8  | 3  | 7  | 38 | 36 | +2  | 19  | Promoció d'ascens |
| 5   | UE Sant Andreu    | 18 | 7  | 5  | 6  | 36 | 30 | +6  | 19  | Promoció d'ascens |
| 6   | Calella SC        | 18 | 7  | 4  | 7  | 39 | 36 | +3  | 18  | Promoció d'ascens |
| 7   | FC Martinenc      | 18 | 6  | 3  | 9  | 29 | 42 | −13 | 15  |                   |
| 8   | CE Europa         | 18 | 6  | 1  | 11 | 24 | 36 | −12 | 13  |                   |
| 9   | Iluro SC (R)      | 18 | 4  | 4  | 10 | 26 | 37 | −11 | 12  |                   |
| 10  | Tàrrega SC (R)    | 18 | 5  | 1  | 12 | 28 | 48 | −20 | 11  |                   |

| Pos | Equip                   | PJ | PG | PE | PP | GF | GC | DG  | Pts | Classificació           |
| --- | ----------------------- | -- | -- | -- | -- | -- | -- | --- | --- | ----------------------- |
| 1   | Reus Deportiu (R)       | 12 | 7  | 2  | 3  | 33 | 18 | +15 | 16  |                         |
| 2   | Sant Cugat Sport FC (R) | 12 | 7  | 1  | 4  | 37 | 26 | +11 | 15  |                         |
| 3   | Mollet SC (R)           | 12 | 6  | 1  | 5  | 34 | 30 | +4  | 13  |                         |
| 4   | CD Noia (R)             | 12 | 5  | 3  | 4  | 30 | 27 | +3  | 13  |                         |
| 5   | CE Manresa (R)          | 12 | 5  | 2  | 5  | 33 | 35 | −2  | 12  |                         |
| 6   | FC Santboià (R)         | 12 | 5  | 2  | 5  | 27 | 34 | −7  | 12  | Promoció descens (Nota) |
| 7   | UE Poble Nou (R)        | 12 | 1  | 1  | 10 | 16 | 43 | −27 | 3   | Promoció descens (Nota) |
| 8   | FC Palafrugell (R)      | 0  | 0  | 0  | 0  | 0  | 0  | 0   | 0   | Promoció descens (Nota) |

El Granollers SC es proclamà campió de Primera B. Juntament amb Sants, Terrassa, Horta, Sant Andreu i Calella es classificà per disputar la promoció d'ascens a Primera A.
El Reus Deportiu guanyà la competició pel descens. Santboià, Poble Nou i Palafrugell (que es retirà de la competició) ocuparen les darreres posicions que obligaven a disputar la promoció de descens. A final de temporada es decidí reestructurar les categories, mantenint la primera categoria amb 6 equips, reduint la segona (Primera B) a 8 equips, la tercera (Segona Preferent) amb 12 equips i la quarta (Segona Ordinària) amb la resta de clubs que complissin la normativa respecte als terrenys de joc. Amb aquesta reestructuració, els 10 darrers classificats de Primera B, Reus Deportiu, Noia, Santboià, Tàrrega, Manresa, Sant Cugat, Iluro de Mataró, Mollet, Poble Nou i Palafrugell, van perdre la categoria.
Els dos darrers classificats de Primera A i els sis 6 primers de Primera B disputaren el play-off d'ascens per dues places a la màxima categoria.

| Pos | Equip           | PJ | PG | PE | PP | GF | GC | DG  | Pts | Classificació |
| --- | --------------- | -- | -- | -- | -- | -- | -- | --- | --- | ------------- |
| 1   | Girona FC (O)   | 14 | 10 | 2  | 2  | 29 | 15 | +14 | 22  | Roman a 1a    |
| 2   | FC Badalona (O) | 14 | 10 | 1  | 3  | 49 | 23 | +26 | 21  | Roman a 1a    |
| 3   | Granollers SC   | 14 | 9  | 2  | 3  | 31 | 12 | +19 | 20  |               |
| 4   | UA Horta        | 14 | 5  | 2  | 7  | 24 | 31 | −7  | 12  |               |
| 5   | UE Sants        | 14 | 5  | 1  | 8  | 25 | 33 | −8  | 11  |               |
| 6   | Terrassa FC     | 14 | 4  | 1  | 9  | 26 | 35 | −9  | 9   |               |
| 7   | UE Sant Andreu  | 14 | 4  | 1  | 9  | 24 | 36 | −12 | 9   |               |
| 8   | Calella SC      | 14 | 3  | 2  | 9  | 16 | 39 | −23 | 8   |               |

FC Girona i FC Badalona aconseguiren mantenir la categoria.

## Tercera Categoria
La tercera categoria del futbol català estigué formada, per un costat, per l'anomenat campionat de Segona Categoria, i, per l'altre, pels diversos campionats amateurs.
El Campionat de Segona Categoria va estar format per quatre grups, que foren anomenats Grup de Barcelona, de Tarragona, de Girona i del Llobregat. Les classificacions finals foren:
| Pos. | Equip               | PTS |
| ---- | ------------------- | --- |
| 1    | CD Català Cervera   | 15  |
| 2    | Gràcia SC           | 14  |
| 3    | US de Gràcia        | 14  |
| 4    | CD Badalonès        | 8   |
| 5    | CD Garcia           | 6   |
| 6    | Atlètic de Sabadell | 3   |

| Pos. | Equip              | PTS |
| ---- | ------------------ | --- |
| 1    | Club Gimnàstic     | 16  |
| 2    | Dertusa FC Tortosa | 15  |
| 3    | FC Vilafranca      | 11  |
| 4    | Vilanova FC        | 9   |
| 5    | FC Tarragona       | 6   |
| 6    | Catalunya FC       | 3   |

| Pos. | Equip                | PTS |
| ---- | -------------------- | --- |
| 1    | Vic FC               | 21  |
| 2    | Catalunya Viladecans | 17  |
| 3    | Gavà FC              | 16  |
| 4    | CD Olesa             | 10  |
| 5    | Foment Molins de Rei | 9   |
| 6    | US de Rubí           | 8   |
| 7    | CD Martorell         | 3   |

| Pos. | Equip              | PTS |
| ---- | ------------------ | --- |
| 1    | Malgrat SC         | 20  |
| 2    | Casal dels Esports | 19  |
| 3    | Blanes FC          | 19  |
| 4    | US d'Arenys        | 14  |
| 5    | Tordera FC         | 10  |
| 6    | CD Farners         | 4   |
| 7    | Palamós FC         | 4   |
| 8    | UE Figueres        | 0   |

Al grup de Girona el Blanes fou sancionat amb 3 punts menys i el Figueres fou classificat en darrera posició per abandonar la competició. No es disputà un partit entre Arenys i Tordera. Els dos primers de cada grup es classificaren per la ronda final.

| Pos | Equip                   | PJ | PG | PE | PP | GF | GC | DG  | Pts | Classificació |
| --- | ----------------------- | -- | -- | -- | -- | -- | -- | --- | --- | ------------- |
| 1   | Vic FC                  | 14 | 11 | 0  | 3  | 34 | 11 | +23 | 22  | Campió        |
| 2   | Gràcia SC               | 14 | 9  | 2  | 3  | 36 | 24 | +12 | 20  | Promoció      |
| 3   | Club Gimnàstic          | 14 | 6  | 1  | 7  | 19 | 24 | −5  | 13  |               |
| 4   | FC Catalunya Viladecans | 14 | 5  | 3  | 6  | 19 | 25 | −6  | 13  |               |
| 5   | Malgrat SC              | 14 | 6  | 0  | 8  | 29 | 26 | +3  | 12  |               |
| 6   | Casal dels Esports      | 14 | 5  | 2  | 7  | 28 | 30 | −2  | 12  |               |
| 7   | CD Català Cervera       | 14 | 4  | 3  | 7  | 14 | 25 | −11 | 11  |               |
| 8   | Dertusa FC Tortosa      | 14 | 3  | 3  | 8  | 12 | 31 | −19 | 9   |               |

El Vic FC es proclamà campió de Catalunya de Segona Categoria (el tercer nivell del futbol català).
El Campionat de Catalunya Amateur (o Lliga Amateur) va estar compost de molts grups. Les classificacions finals (aproximades) foren les següents:
- Grup A (Barcelona): Casa Santiveri FC 19 punts, US Colomenca 18, UE Poble Sec 17, Catalunya de Les Corts SC 13, Centre Obrer Aragonès 8, US Atlètic Fortpienc 7, Atlètic Club del Turó 2, CD Barcanona es retirà.
- Grup B (Barcelona): FC Ripollet 19 punts, Santa Perpètua FC 17, FC Parets 17, La Llagosta 15, Montmeló SC 13, Sant Fost FC 11, La Garriga FC 11, AS Castellar 9.
- Grup C (Llobregat): CE Santjoanenc 20 punts, CD Prat 18, FC Cornellà 16, FC Sanfeliuenc 16, CS Hospitalet 14, CE Esparreguera 13, FC Santboià 7, Joventut 6.
- Grup D (Costa): Vilassar de Dalt 23 punts, US Premià de Mar 23, FC Popular d'Arenys 17, Arenys de Munt 17, CD Masnou 13, UE Vilassar de Mar 10, UE Mataronina 4, Alella 3.
- Grup E (Barcelona): CD Florida 10 punts, Arenas Batlló 5, CS Torrassenc 5, UA Collblanc 4.
- Grup F (Barcelona): CD Americà 21 punts, CD Ràpits 19, CD Smoking 17, CD Gladiador 13, Atlètic Poble Nou 13, Cros FC 12, CD Alcázar 9, La Pansa FC 8.
- Grup G (Barcelona): CD Mediterrà 13 punts, CD Calaveres 11, Atlètic Barcelona 10, París FC 6, FAEET 0, CADCI es retirà.
- Grup H (Barcelona): CE Espanyol 19 punts, CE Sabadell 13, FC Martinenc 12, CD Kir 11, Gràcia SC 4, Piera FC 1.
- Grup I (Barcelona): AS Sant Antoni 17 punts, Agrupació Deportiva Obrera de Badalona 14, Salut de Badalona 10, Poblet FC 6, Bonavista Borràs 5, CD Margarit 3, SC Català es retirà, Balompié FC es retirà.
- Grup J (Osona): AEC Manlleu 24 punts, Voltregà FC 16, US Rodenca 15, FC El Bosch 15, Genisenc de Taradell 14, Penya Atlètica 10, Torelló FC 10, US Samperenca 8.
- Grup K (Bages): FC Sant Vicenç (primer), CE Manresa (segon), CE Súria, Navàs FC, CE Sallent, CE Puig-reig, Gironella.
- Grup L (Ripollès): Ripoll FC (primer), CE Abadessenc (segon), Ribes, Sant Quirze, Joventut, Campdevànol, Olot FC.
- Grup Tarragona-Mora:, FC Vendrell 4 punts, CD Móra d'Ebre 3, Sempre Avant Valls 3, Constantí es retirà.
- Grup Ebre: US Rapitenca 6 punts, FC Amposta 4, CE Ulldecona 2, Atlètic Roquetenc es retirà.
- Grup Girona: Es proclamà campió la SE Costa Brava de Portbou, i segon el FC Català de Girona. La resta de participants foren FC Banyoles, CD Anglès, La Bisbal, FC Bescanó, UE Figueres, Salt, Girona FC, Bonmatí FC.[25]

Els dos primers de cada grup es classificaren per la fase d'eliminatòries. Rapitenca, Mora, Vendrell i Amposta es diputaren el campionat de Tarragona amateur. El FC Amposta es proclamà campió. La classificació final fou: FC Amposta 6 punts, CD Móra d'Ebre 4, FC Vendrell 2. La US Rapitencà es retirà. Tots els clubs classificats a la demarcació de Barcelona foren: Casa Santiveri FC, UE Poble Sec, FC Ripollet, Santa Perpètua FC, CE Santjoanenc, CD Prat, Vilassar de Dalt, US Premià de Mar, CD Florida, UA Collblanc, CD Americà, CD Ràpits, CD Mediterrà, CD Calaveres, CE Espanyol, FC Martinenc, AS Sant Antoni, Agrupació Obrera, AEC Manlleu, Voltregà FC, FC Sant Vicenç, CE Manresa, Ripoll FC, CE Abadessenc. A semifinals s'enfrontaren Santiveri amb Premià de Mar i Prat amb Santjoanenc. Santiveri i Prat es classificaren per les semifinals del Campionat de Catalunya de la Categoria: Costa Brava FC de Portbou es proclamà campió de Girona amateur.
| Equip 1    | Global | Equip 2           | Anada | Tornada |
| ---------- | ------ | ----------------- | ----- | ------- |
| FC Amposta | 3-4    | Casa Santiveri FC | 3-1   | 0-3     |
| CD Prat    | 3-4    | Costa Brava FC    | 2-2   | 1-2     |

La final la disputaren el diumenge 5 de maig a l'Estadi de Vista Alegre, de Girona, el Santiveri FC i el Costa Brava FC.
| Equip 1        | Marcador | Equip 2           |
| -------------- | -------- | ----------------- |
| Costa Brava FC | 1-3      | Casa Santiveri FC |

El Casa Santiveri FC es proclamà campió de Catalunya amateur i es classificà per disputar el campionat d'Espanya de la categoria.
La reestructuració de les categories del futbol català comportà la creació de la tercera categoria, amb el nom de Segona Categoria Preferent, amb la participació de 12 equips, els 10 darrers classificats de Primera B i dos clubs a decidir entre Vic FC i Gràcia SC de la Segona Categoria i Casa Santiveri FC, Costa Brava FC de Portbou (que finalment no participà) i FC Amposta de la Lliga Amateur.
| Equip 1   | Global | Equip 2           | Anada | Tornada |
| --------- | ------ | ----------------- | ----- | ------- |
| Vic FC    | 7-3    | Casa Santiveri FC | 6-2   | 1-1     |
| Gràcia SC | 4-5    | FC Amposta        | 2-2   | 2-3     |

FC Amposta i Vic FC assoliren les dues places. Finalment, el Gràcia SC també assolí l'ascens davant la renúncia a la categoria del FC Palafrugell. Poc abans de l'inici de la temporada següent, el Gimnàstic de Tarragona substituí el CD Noia de Sant Sadurní, que fou descendit per la Federació.